# Grand Prix de Macao de Formule 3 1990
Le Grand Prix de Macao de Formule 3 1990 est la 37e édition de l'épreuve macanaise réservée aux monoplaces de Formule 3. Elle s'est déroulée du 22 au 25 novembre 1990 sur le tracé urbain de Guia.

## Participants
| No | Pilotes               | Voiture                | Écurie                                    |
| -- | --------------------- | ---------------------- | ----------------------------------------- |
| 1  | Eddie Irvine          | Ralt Honda-Mugen NB    | Marlboro Team Theodore                    |
| 2  | Mika Häkkinen         | Ralt Honda-Mugen NB    | Marlboro Team Theodore                    |
| 3  | Michael Schumacher    | Reynard Volkswagen     | WTS                                       |
| 5  | Naoki Hattori         | Reynard Alfa Romeo     | Le Garage Cox                             |
| 6  | Roberto Colciago      | Reynard Honda-Mugen NB | Prema Racing                              |
| 11 | Giuseppe Bugatti      | Reynard Honda-Mugen NB | Prema Racing                              |
| 7  | Eric Helary           | Reynard Alfa Romeo     | Formula Project Racing                    |
| 8  | Rickard Rydell        | Ralt Opel-Spiess       | Bossini Racing Team Volkswagen Motorsport |
| 9  | Otto Rensing          | Ralt Opel-Spiess       | Bossini Racing Team Volkswagen Motorsport |
| 10 | Alessandro Zanardi    | Tom's Toyota           | RC Motorsport                             |
| 12 | Keiichi Tsuchiya      | Ralt Alfa Romeo        | Endless Project                           |
| 13 | Peter Zakowski        | Dallara Alfa Romeo     | Aluett Zakowski F3 Team                   |
| 15 | Mika Salo             | Ralt Honda-Mugen NB    | Alan Docking Racing                       |
| 16 | Heinz-Harald Frentzen | Ralt Honda-Mugen NB    | Alan Docking Racing                       |
| 17 | Max Angelelli         | Reynard Honda-Mugen NB | Venturini Racing                          |
| 18 | Steve Robertson       | Ralt Honda-Mugen NB    | Bowman Funaki Racing                      |
| 22 | Yukihiro Hane         | Ralt Honda-Mugen NB    | Bowman Funaki Racing                      |
| 19 | Philippe Adams        | Ralt Volkswagen        | Racing For Europe                         |
| 20 | Laurent Aïello        | Ralt Volkswagen        | Racing For Europe                         |
| 21 | Olivier Beretta       | Ralt Volkswagen        | Racing For Europe                         |
| 23 | Pedro Chaves          | Dallara Volkswagen     | Superpower Engineering                    |
| 25 | Naohiro Furuya        | Tom's Toyota           | Sekisui Two U Home Racing Team            |
| 26 | Olivier Panis         | Tom's Toyota           | Montagut - French Fashions                |
| 27 | Mirko Savoldi         | Ralt Honda-Mugen NB    | Supercars                                 |
| 28 | Klaus Panchyrz        | Ralt Toyota-Tom's      | Mönninghoff Int.Sport Promotion           |
| 29 | Jérôme Policand       | Ralt Volkswagen        | Jacky Carmignon Racing                    |
| 30 | Jo Zeller             | Ralt Honda-Mugen NB    | Jo Zeller Racing                          |
| 31 | Jacques Isler         | Reynard Honda-Mugen NB | Jacques Isler Racing                      |
| 32 | Fredrik Ekblom        | Ralt Volkswagen        | G-Son Racing                              |
| 36 | Hisashi Wada          | Ralt Honda-Mugen NB    | Capcom Racing                             |
| 38 | Chris Smith           | Reynard Honda-Mugen NB | Earl's Performance Products               |

## 1recourse
Qualification
Ayant effectué le 31e temps des qualifications pour une grille de départ limitée à 30 voitures, Yukihiro Hane (en) n'est pas qualifié pour prendre part à la course.
| Ligne | Positions sur la grille de départ     | Positions sur la grille de départ          | Positions sur la grille de départ |
| ----- | ------------------------------------- | ------------------------------------------ | --------------------------------- |
| 1re   | 1. Mika Häkkinen (2 min 20 s 880)     | 2. Michael Schumacher (2 min 21 s 590)     |                                   |
| 2e    | 3. Laurent Aïello (2 min 21 s 810)    | 4. Eddie Irvine (2 min 21 s 860)           |                                   |
| 3e    | 5. Rickard Rydell (2 min 21 s 940)    | 6. Alessandro Zanardi (2 min 22 s 770)     |                                   |
| 4e    | 7. Mika Salo (2 min 23 s 010)         | 8. Giuseppe Bugatti (2 min 23 s 060)       |                                   |
| 5e    | 9. Eric Hélary (2 min 23 s 230)       | 10. Peter Zakowski (2 min 23 s 350)        |                                   |
| 6e    | 11. Jérôme Policand (2 min 23 s 520)  | 12. Steve Robertson (2 min 23 s 580)       |                                   |
| 7e    | 13. Philippe Adams (2 min 23 s 840)   | 14. Naoki Hattori (2 min 23 s 980)         |                                   |
| 8e    | 15. Jacques Isler (2 min 24 s 300)    | 16. Klaus Panchyrz (2 min 24 s 670)        |                                   |
| 9e    | 17. Max Angelelli (2 min 24 s 700)    | 18. Naohiro Furuya (2 min 24 s 760)        |                                   |
| 10e   | 19. Roberto Colciago (2 min 24 s 770) | 20. Heinz-Harald Frentzen (2 min 24 s 790) |                                   |
| 11e   | 21. Jo Zeller (2 min 24 s 810)        | 22. Pedro Chaves (2 min 24 s 920)          |                                   |
| 12e   | 23. Hisashi Wada (2 min 24 s 980)     | 24. Otto Rensing (2 min 24 s 990)          |                                   |
| 13e   | 25. Olivier Panis (2 min 25 s 650)    | 26. Fredrik Ekblom (2 min 26 s 110)        |                                   |
| 14e   | 27. Olivier Beretta (2 min 26 s 160)  | 28. Chris Smith (2 min 26 s 290)           |                                   |
| 15e   | 29. Keiichi Tsuchiya (2 min 26 s 480) | 30. Mirko Savoldi (2 min 26 s 950)         |                                   |

Résultat
| Pos. | no | Pilote                | Voiture             | Tours | Temps/Abd.       |
| ---- | -- | --------------------- | ------------------- | ----- | ---------------- |
| 1    | 2  | Mika Häkkinen         | Ralt Honda-Mugen    | 15    | 35 min 44 s 070  |
| 2    | 3  | Michael Schumacher    | Reynard Volkswagen  | 15    | + 2 s 660        |
| 3    | 15 | Mika Salo             | Ralt Honda-Mugen    | 15    | + 8 s 520        |
| 4    | 1  | Eddie Irvine          | Ralt Honda-Mugen    | 15    | + 13 s 730       |
| 5    | 20 | Laurent Aïello        | Ralt Volkswagen     | 15    | + 22 s 020       |
| 6    | 8  | Rickard Rydell        | Ralt Volkswagen     | 15    | + 34 s 080       |
| 7    | 16 | Heinz-Harald Frentzen | Ralt Honda-Mugen    | 15    | + 35 s 020       |
| 8    | 18 | Steve Robertson       | Ralt Volkswagen     | 15    | + 40 s 680       |
| 9    | 10 | Alessandro Zanardi    | Dallara Alfa Romeo  | 15    | + 48 s 230       |
| 10   | 13 | Peter Zakowski        | Reynard Honda-Mugen | 15    | + 49 s 130       |
| 11   | 5  | Naoki Hattori         | Ralt Honda-Mugen    | 15    | + 49 s 460       |
| 12   | 30 | Jo Zeller             | Ralt Alfa Romeo     | 15    | + 55 s 810       |
| 13   | 7  | Eric Helary           | Reynard Honda-Mugen | 15    | + 56 s 060       |
| 14   | 29 | Jérôme Policand       | Dallara Alfa Romeo  | 15    | + 59 s 060       |
| 15   | 17 | Max Angelelli         | Dallara Alfa Romeo  | 15    | + 59 s 170       |
| 16   | 21 | Olivier Beretta       | Ralt Volkswagen     | 15    | + 1 min 7 s 590  |
| 17   | 28 | Klaus Panchyrz        | Reynard Volkswagen  | 15    | + 1 min 12 s 200 |
| 18   | 32 | Fredrik Ekblom        | Reynard Volkswagen  | 15    | + 1 min 17 s 950 |
| 19   | 31 | Jacques Isler         | Dallara Alfa Romeo  | 15    | + 1 min 25 s 960 |
| 20   | 26 | Olivier Panis         | Reynard Volkswagen  | 15    | + 1 min 33 s 160 |
| 21   | 36 | Hisashi Wada          | Ralt Honda-Mugen    | 15    | + 1 min 33 s 890 |

## 2ecourse
Qualification
| Ligne | Positions sur la grille de départ, | Positions sur la grille de départ, | Positions sur la grille de départ, |
| ----- | ---------------------------------- | ---------------------------------- | ---------------------------------- |
| 1re   | 1. Mika Häkkinen                   | 2. Michael Schumacher              |                                    |
| 2e    | 3. Mika Salo                       | 4. Eddie Irvine                    |                                    |
| 3e    | 5. Laurent Aïello                  | 6. Rickard Rydell                  |                                    |
| 4e    | 7. Heinz-Harald Frentzen           | 8. Steve Robertson                 |                                    |
| 5e    | 9. Alessandro Zanardi              | 10. Peter Zakowski                 |                                    |
| 6e    | 11. Naoki Hattori                  | 12. Jo Zeller                      |                                    |
| 7e    | 13. Eric Hélary                    | 14. Jérôme Policand                |                                    |
| 8e    | 15. Max Angelelli                  | 16. Olivier Beretta                |                                    |
| 9e    | 17. Klaus Panchyrz                 | 18. Fredrik Ekblom                 |                                    |
| 10e   | 19. Jacques Isler                  | 20. Olivier Panis                  |                                    |
| 11e   | 21. Hisashi Wada                   | 22. Giuseppe Bugatti               |                                    |
| 12e   | 23. Otto Rensing                   | 24. Pedro Chaves                   |                                    |
| 13e   | 25. Mirko Savoldi                  | 26. Roberto Colciago               |                                    |
| 14e   | 27. Keiichi Tsuchiya               | 28. Philippe Adams                 |                                    |
| 15e   | 29. Chris Smith                    | 30. Naohiro Furuya                 |                                    |

Résultat
Le meilleur tour est effectué par Mika Häkkinen en 2 min 20 s 810 au 7e tour.
| Pos. | no | Pilote             | Voiture            | Tours | Temps/Abd.       |
| ---- | -- | ------------------ | ------------------ | ----- | ---------------- |
| 1    | 3  | Michael Schumacher | Reynard Volkswagen | 15    | 35 min 39 s 890  |
| 2    | 20 | Laurent Aïello     | Ralt Volkswagen    | 15    | + 8 s 070        |
| 3    | 15 | Mika Salo          | Ralt Honda-Mugen   | 15    | + 9 s 090        |
| 4    | 1  | Eddie Irvine       | Ralt Honda-Mugen   | 15    | + 12 s 100       |
| 5    | 8  | Rickard Rydell     | Ralt Volkswagen    | 15    | + 16 s 720       |
| 6    | 10 | Alessandro Zanardi | Dallara Alfa Romeo | 15    | + 41 s 270       |
| 7    | 5  | Naoki Hattori      | Ralt Honda-Mugen   | 15    | + 41 s 370       |
| 8    | 18 | Steve Robertson    | Ralt Volkswagen    | 15    | + 42 s 450       |
| 9    | 6  | Roberto Colciago   | Reynard Alfa Romeo | 15    | + 1 min 0 s 240  |
| 10   | 36 | Hisashi Wada       | Ralt Honda-Mugen   | 15    | + 1 min 3 s 620  |
| 11   | 31 | Jacques Isler      | Dallara Alfa Romeo | 15    | + 1 min 19 s 060 |
| 12   | 23 | Pedro Chaves       | Ralt Honda-Mugen   | 15    | + 1 min 27 s 900 |
| 13   | 25 | Naohiro Furuya     | Ralt Honda-Mugen   | 15    | + 1 min 29 s 000 |
| 14   | 32 | Fredrik Ekblom     | Reynard Volkswagen | 15    | + 1 min 37 s 960 |
| 15   | 26 | Olivier Panis      | Reynard Volkswagen | 15    | + 1 min 51 s 150 |
| 16   | 12 | Keiichi Tsuchiya   | Ralt Toyota        | 15    | + 2 min 6 s 630  |
| 17   | 28 | Klaus Panchyrz     | Reynard Volkswagen | 13    | + 2 tours        |

## Résultat final
| Pos. | no | Pilote             | Voiture            | Tours | Temps/Abd.          |
| ---- | -- | ------------------ | ------------------ | ----- | ------------------- |
| 1    | 3  | Michael Schumacher | Reynard Volkswagen | 30    | 1 h 11 min 26 s 620 |
| 2    | 15 | Mika Salo          | Ralt Honda-Mugen   | 30    | + 14 s 950          |
| 3    | 1  | Eddie Irvine       | Ralt Honda-Mugen   | 30    | + 23 s 170          |
| 4    | 20 | Laurent Aïello     | Ralt Volkswagen    | 30    | + 27 s 420          |
| 5    | 8  | Rickard Rydell     | Ralt Volkswagen    | 30    | + 48 s 130          |
| 6    | 18 | Steve Robertson    | Ralt Volkswagen    | 30    | + 1 min 20 s 460    |
| 7    | 10 | Alessandro Zanardi | Dallara Alfa Romeo | 30    | + 1 min 26 s 830    |
| 8    | 5  | Naoki Hattori      | Ralt Honda-Mugen   | 30    | + 1 min 28 s 170    |
| 9    | 36 | Hisashi Wada       | Ralt Honda-Mugen   | 30    | + 2 min 34 s 840    |
| 10   | 31 | Jacques Isler      | Dallara Alfa Romeo | 30    | + 2 min 41 s 960    |
| 11   | 32 | Fredrik Ekblom     | Reynard Volkswagen | 30    | + 2 min 52 s 850    |
| 12   | 26 | Olivier Panis      | Reynard Volkswagen | 30    | + 3 min 21 s 650    |
| 13   | 28 | Klaus Panchyrz     | Reynard Volkswagen | 28    | + 2 tours           |